# Повітряні сили Польщі
Повітряні сили Польщі (пол. Siły Powietrzne Rzeczypospolitej Polskiej) — один з видів Збройних сил Польщі.
Повітряні сили Польщі були створені 1918 року одночасно з проголошенням незалежності країни і брали участь у радянсько-польській війні. Після окупації Польщі німецькими силами 1939 року польська авіація продовжувала діяти у складі ПС Великої Британії, а пізніше — і у Польській народній армії, що сформувалася на території СРСР. Сучасну назву Повітряні сили Польщі носять з 1 липня 2004 року (до цього мали назву Wojska Lotnicze i Obrony Powietrznej).
Станом на 2025 рік ПС Польщі мають на озброєнні близько 120 бойових літаків.

## Структура
- Повітряні сили (пол. Wojska Lotnicze)
- Війська протиповітряної оборони (пол. Wojska Obrony Przeciwlotniczej)
- Радіотехнічні війська (пол. Wojska Radiotechniczne)

### Організація (2020)
|  |  | Центр повітряних операцій    | Центр повітряних операцій    | Центр повітряних операцій    | Центр повітряних операцій    | Центр повітряних операцій    | Центр повітряних операцій    |  |  |                           |                           | Командування ПС           | Командування ПС           | Командування ПС           | Командування ПС           | Командування ПС | Командування ПС |                                                     |                                                     | Центр інформаційного забезпечення                   | Центр інформаційного забезпечення                   | Центр інформаційного забезпечення                   | Центр інформаційного забезпечення                   | Центр інформаційного забезпечення | Центр інформаційного забезпечення |  |  |  |  |  |  |  |  |  |  |
|  |  | Центр повітряних операцій    | Центр повітряних операцій    | Центр повітряних операцій    | Центр повітряних операцій    | Центр повітряних операцій    | Центр повітряних операцій    |  |  |                           |                           | Командування ПС           | Командування ПС           | Командування ПС           | Командування ПС           | Командування ПС | Командування ПС |                                                     |                                                     | Центр інформаційного забезпечення                   | Центр інформаційного забезпечення                   | Центр інформаційного забезпечення                   | Центр інформаційного забезпечення                   | Центр інформаційного забезпечення | Центр інформаційного забезпечення |  |  |  |  |  |  |  |  |  |  |
|  |  |                              |                              |                              |                              |                              |                              |  |  |                           |                           |                           |                           |                           |                           |                 |                 |                                                     |                                                     |                                                     |                                                     |                                                     |                                                     |                                   |                                   |  |  |  |  |  |  |  |  |  |  |
|  |  |                              |                              |                              |                              |                              |                              |  |  |                           |                           |                           |                           |                           |                           |                 |                 |                                                     |                                                     |                                                     |                                                     |                                                     |                                                     |                                   |                                   |  |  |  |  |  |  |  |  |  |  |
|  |  | 1 Крило Тактичної Авіації    | 1 Крило Тактичної Авіації    | 1 Крило Тактичної Авіації    | 1 Крило Тактичної Авіації    | 1 Крило Тактичної Авіації    | 1 Крило Тактичної Авіації    |  |  | 3-я ракетна бригада ППО   | 3-я ракетна бригада ППО   | 3-я ракетна бригада ППО   | 3-я ракетна бригада ППО   | 3-я ракетна бригада ППО   | 3-я ракетна бригада ППО   |                 |                 | Підрозділи та установи центрального підпорядкування | Підрозділи та установи центрального підпорядкування | Підрозділи та установи центрального підпорядкування | Підрозділи та установи центрального підпорядкування | Підрозділи та установи центрального підпорядкування | Підрозділи та установи центрального підпорядкування |                                   |                                   |  |  |  |  |  |  |  |  |  |  |
|  |  | 1 Крило Тактичної Авіації    | 1 Крило Тактичної Авіації    | 1 Крило Тактичної Авіації    | 1 Крило Тактичної Авіації    | 1 Крило Тактичної Авіації    | 1 Крило Тактичної Авіації    |  |  | 3-я ракетна бригада ППО   | 3-я ракетна бригада ППО   | 3-я ракетна бригада ППО   | 3-я ракетна бригада ППО   | 3-я ракетна бригада ППО   | 3-я ракетна бригада ППО   |                 |                 | Підрозділи та установи центрального підпорядкування | Підрозділи та установи центрального підпорядкування | Підрозділи та установи центрального підпорядкування | Підрозділи та установи центрального підпорядкування | Підрозділи та установи центрального підпорядкування | Підрозділи та установи центрального підпорядкування |                                   |                                   |  |  |  |  |  |  |  |  |  |  |
|  |  |                              |                              |                              |                              |                              |                              |  |  |                           |                           |                           |                           |                           |                           |                 |                 |                                                     |                                                     |                                                     |                                                     |                                                     |                                                     |                                   |                                   |  |  |  |  |  |  |  |  |  |  |
|  |  | 2 Крило Тактичної Авіації    | 2 Крило Тактичної Авіації    | 2 Крило Тактичної Авіації    | 2 Крило Тактичної Авіації    | 2 Крило Тактичної Авіації    | 2 Крило Тактичної Авіації    |  |  | 3-я радіотехнічна бригада | 3-я радіотехнічна бригада | 3-я радіотехнічна бригада | 3-я радіотехнічна бригада | 3-я радіотехнічна бригада | 3-я радіотехнічна бригада |                 |                 | ВНЗ, навчальні центри, полігони                     | ВНЗ, навчальні центри, полігони                     | ВНЗ, навчальні центри, полігони                     | ВНЗ, навчальні центри, полігони                     | ВНЗ, навчальні центри, полігони                     | ВНЗ, навчальні центри, полігони                     |                                   |                                   |  |  |  |  |  |  |  |  |  |  |
|  |  | 2 Крило Тактичної Авіації    | 2 Крило Тактичної Авіації    | 2 Крило Тактичної Авіації    | 2 Крило Тактичної Авіації    | 2 Крило Тактичної Авіації    | 2 Крило Тактичної Авіації    |  |  | 3-я радіотехнічна бригада | 3-я радіотехнічна бригада | 3-я радіотехнічна бригада | 3-я радіотехнічна бригада | 3-я радіотехнічна бригада | 3-я радіотехнічна бригада |                 |                 | ВНЗ, навчальні центри, полігони                     | ВНЗ, навчальні центри, полігони                     | ВНЗ, навчальні центри, полігони                     | ВНЗ, навчальні центри, полігони                     | ВНЗ, навчальні центри, полігони                     | ВНЗ, навчальні центри, полігони                     |                                   |                                   |  |  |  |  |  |  |  |  |  |  |
|  |  |                              |                              |                              |                              |                              |                              |  |  |                           |                           |                           |                           |                           |                           |                 |                 |                                                     |                                                     |                                                     |                                                     |                                                     |                                                     |                                   |                                   |  |  |  |  |  |  |  |  |  |  |
|  |  | 3 Крило Транспортної Авіації | 3 Крило Транспортної Авіації | 3 Крило Транспортної Авіації | 3 Крило Транспортної Авіації | 3 Крило Транспортної Авіації | 3 Крило Транспортної Авіації |  |  | 1-й загін РЕБ             | 1-й загін РЕБ             | 1-й загін РЕБ             | 1-й загін РЕБ             | 1-й загін РЕБ             | 1-й загін РЕБ             |                 |                 |                                                     |                                                     |                                                     |                                                     |                                                     |                                                     |                                   |                                   |  |  |  |  |  |  |  |  |  |  |
|  |  | 3 Крило Транспортної Авіації | 3 Крило Транспортної Авіації | 3 Крило Транспортної Авіації | 3 Крило Транспортної Авіації | 3 Крило Транспортної Авіації | 3 Крило Транспортної Авіації |  |  | 1-й загін РЕБ             | 1-й загін РЕБ             | 1-й загін РЕБ             | 1-й загін РЕБ             | 1-й загін РЕБ             | 1-й загін РЕБ             |                 |                 |                                                     |                                                     |                                                     |                                                     |                                                     |                                                     |                                   |                                   |  |  |  |  |  |  |  |  |  |  |
|  |  |                              |                              |                              |                              |                              |                              |  |  |                           |                           |                           |                           |                           |                           |                 |                 |                                                     |                                                     |                                                     |                                                     |                                                     |                                                     |                                   |                                   |  |  |  |  |  |  |  |  |  |  |
|  |  | 4 Крило Навчальної Авіації   |                              |                              |                              |                              |                              |  |  |                           |                           |                           |                           |                           |                           |                 |                 |                                                     |                                                     |                                                     |                                                     |                                                     |                                                     |                                   |                                   |  |  |  |  |  |  |  |  |  |  |
|  |  |                              |                              |                              |                              |                              |                              |  |  |                           |                           |                           |                           |                           |                           |                 |                 |                                                     |                                                     |                                                     |                                                     |                                                     |                                                     |                                   |                                   |  |  |  |  |  |  |  |  |  |  |

## Бойовий склад
Головне командування Збройних Сил — Варшава
- 1 Крило Тактичної Авіації — Свідвин[4]
  - 21 База Тактичної Авіації — Свідвин (Су-22М4/УМ3К, замінюються на F-35A)[5]
    - 40 авіаційна ескадрилья

  - 22 База Тактичної Авіації — Мальборк (МіГ-29)
    - 41 авіаційна ескадрилья

  - 23 База Тактичної Авіації — Мінськ-Мазовецький (FA-50GF)[6]
    - 1 авіаційна ескадрилья

  - 12 База безпілотних літальних апаратів — Мирославець (General Atomics MQ-9 Reaper, Bayraktar TB2)
- 2 Крило Тактичної Авіації — Познань[7]
  - 31 База Тактичної Авіації — Познань (F-16C/D 52+)
    - 3 авіаційна ескадрилья
    - 6 авіаційна ескадрилья

  - 32 База Тактичної Авіації — Ласьк (F-16C/D 52+ (також будуть передані F-35A)[5])
    - 10 авіаційна ескадрилья

  - 16 Батальйон ремонту аеродромів — Яроцин
- 3 Крило Транспортної Авіації — Повідз[8]
  - 1 База Транспортної Авіації — Варшава
  - 2 База Транспортної Авіації — Краків
  - 33 База Транспортної Авіації — Повідз
  - 1 Пошуково-рятувальна Група — Свідвин
  - 2 Пошуково-рятувальна Група — Мінськ-Мазовецький
  - 3 Пошуково-рятувальна Група — Краків
- 4 Крило Навчальної Авіації — Демблін[9]
  - 41 База Навчальної Авіації — Демблін
  - 42 База Навчальної Авіації — Радом
- 3 Варшавська Ракетна Бригада ППО — Сохачев[10]
  - 32 Ракетний Дивізіон ППО — Ольшевниця-Стара
  - 33 Ракетний Дивізіон ППО — Гдиня
  - 34 Ракетний Дивізіон ППО — Битом
  - 35 Ракетний Дивізіон ППО — Сквежина
  - 36 Ракетний Дивізіон ППО — Мжежино
  - 37 Ракетний Дивізіон ППО — Сохачев
  - 38 Дивізіон Забезпечення — Сохачев
- 3 Вроцлавська Радіотехнічна Бригада — (Вроцлав[11][12]
  - 3 Радіотехнічний Батальйон — Сандомир (RAT-31DL[en])
    - 110 радіолокаційний пост великої дальності — Лабуне

  - 8 Радіотехнічний Батальйон — Ліповець
    - 184 радіолокаційний пост великої дальності — Шиплішкі
    - 211 радіолокаційний пост великої дальності — Хрусьцель

  - 31 Радіотехнічний Батальйон — Вроцлав
  - 34 Радіотехнічний Батальйон — Хойніце
- 1 Центр Радіоелектронної Розвідки — Груєць

## Техніка і озброєння
Інформація про кількість техніки наведена згідно звітам Military Balance 2024 та World Air Forces 2025.

### Літаки
| Тип                               | Фото          | Виробництво    | Призначення                                                                  | Варіант                                                              | Кількість                                      | Примітки |
| Бойові літаки                     | Бойові літаки | Бойові літаки  | Бойові літаки                                                                | Бойові літаки                                                        | Бойові літаки                                  | Бойові літаки                                                                                                  |
| --------------------------------- | ------------- | -------------- | ---------------------------------------------------------------------------- | -------------------------------------------------------------------- | ---------------------------------------------- | --- |
| F-35A                             |               | США            | багатоцільовий винищувач-бомбардувальник п'ятого покоління                   |                                                                      | замовлено 33 літаки                            | |
| F-16C «Jastrząb» F-16D «Jastrząb» |               | США            | Багатоцільовий винищувач Навчально-бойовий літак                             | Block 52+                                                            | 48                                             | Поставлено з 2006 року.                                                                                        |
| FA-50                             |               | Південна Корея | Легкий бойовий літак Навчально-бойовий літак                                 | FA-50GF Block 10 FA-50PL Block 20                                    | 12/12 0/36                                     | у 2022 році замовлено 48 літаків для Повітряних сил Польщі. Літаки FA-50 Замінили всі старі TS-11 Iskra bis DF |
| МіГ-29А МіГ-29УБ                  |               | СРСР           | Багатоцільовий винищувач Навчально-бойовий літак                             |                                                                      | 11 3                                           | |
| Су-22                             |               | СРСР           | Винищувач-бомбардувальник                                                    | Су-22М4 Су-22УМ3К                                                    | 32 (8 за даними MB 2024) 3 (за даними MB 2024) | |
| Спеціальні літаки                 |               |                |                                                                              |                                                                      |                                                | |
| Saab 340 AEW&C                    |               | Швеція         | Літак дальнього радіолокаційного стеження                                    |                                                                      | 2                                              | |
| Транспортні літаки                |               |                |                                                                              |                                                                      |                                                | |
| EADS CASA C-295                   |               | Іспанія        | Транспортний літак                                                           |                                                                      | 16                                             | |
| Lockheed C-130 Hercules           |               | США            | Транспортний літак                                                           |                                                                      | E 5/5 H 2/5                                    | |
| PZL M-28B Bryza TD                |               | Польща         | Транспортний літак                                                           |                                                                      | 23                                             | |
| Gulfstream G550                   |               | США            | VIP транспорт                                                                |                                                                      | 2                                              | |
| Boeing 737-800                    |               | США            | VIP транспорт                                                                |                                                                      | 3                                              | |
| Навчальні літаки                  |               |                |                                                                              |                                                                      |                                                | |
| PZL-130 Orlik                     |               | Польща         | Навчально-тренувальний                                                       |                                                                      | 27                                             | |
| Diamond DA42                      |               | Австрія        | Навчально-тренувальний                                                       |                                                                      | 3                                              | |
| M-346 Bielik                      |               | Італія         | Навчально-бойовий                                                            |                                                                      | 15                                             | |
| Гелікоптери                       |               |                |                                                                              |                                                                      |                                                | |
| PZL Mi-2                          |               | Польща         | Багатоцільовий вертоліт                                                      |                                                                      | 17                                             | Вертоліт Мі-2 за ліцензією виготовлявся у Польщі                                                               |
| Мі-8                              |               | СРСР           | Багатоцільовий вертоліт                                                      |                                                                      | 9                                              | Певна кількість передана Україні                                                                               |
| Мі-17                             |               | Росія          | Багатоцільовий вертоліт                                                      |                                                                      | 8                                              | Певна кількість передана Україні                                                                               |
| PZL W-3 Sokół                     |               | Польща         | Транспортний вертоліт VIP транспорт Медично-рятувальний Пошуково-рятувальний | PZL W-3T «Sokół» PZL W-3P «Sokół» PZL W-3R «Sokół» PZL W-3RL «Sokół» | 15                                             | |
| Śmigłowiec PZL SW-4               |               | Польща         | Навчальний вертоліт                                                          |                                                                      | 24                                             | |
| Robinson R44                      |               | США            | Навчальний вертоліт                                                          |                                                                      | 3                                              | |
| БПЛА                              |               |                |                                                                              |                                                                      |                                                | |
| MQ-9 Reaper                       |               | США            | БПЛА                                                                         |                                                                      |                                                | лізинг невідома кількість                                                                                      |
| Bayraktar TB2                     |               | Туреччина      | БПЛА                                                                         |                                                                      | 18                                             | |

## Галерея

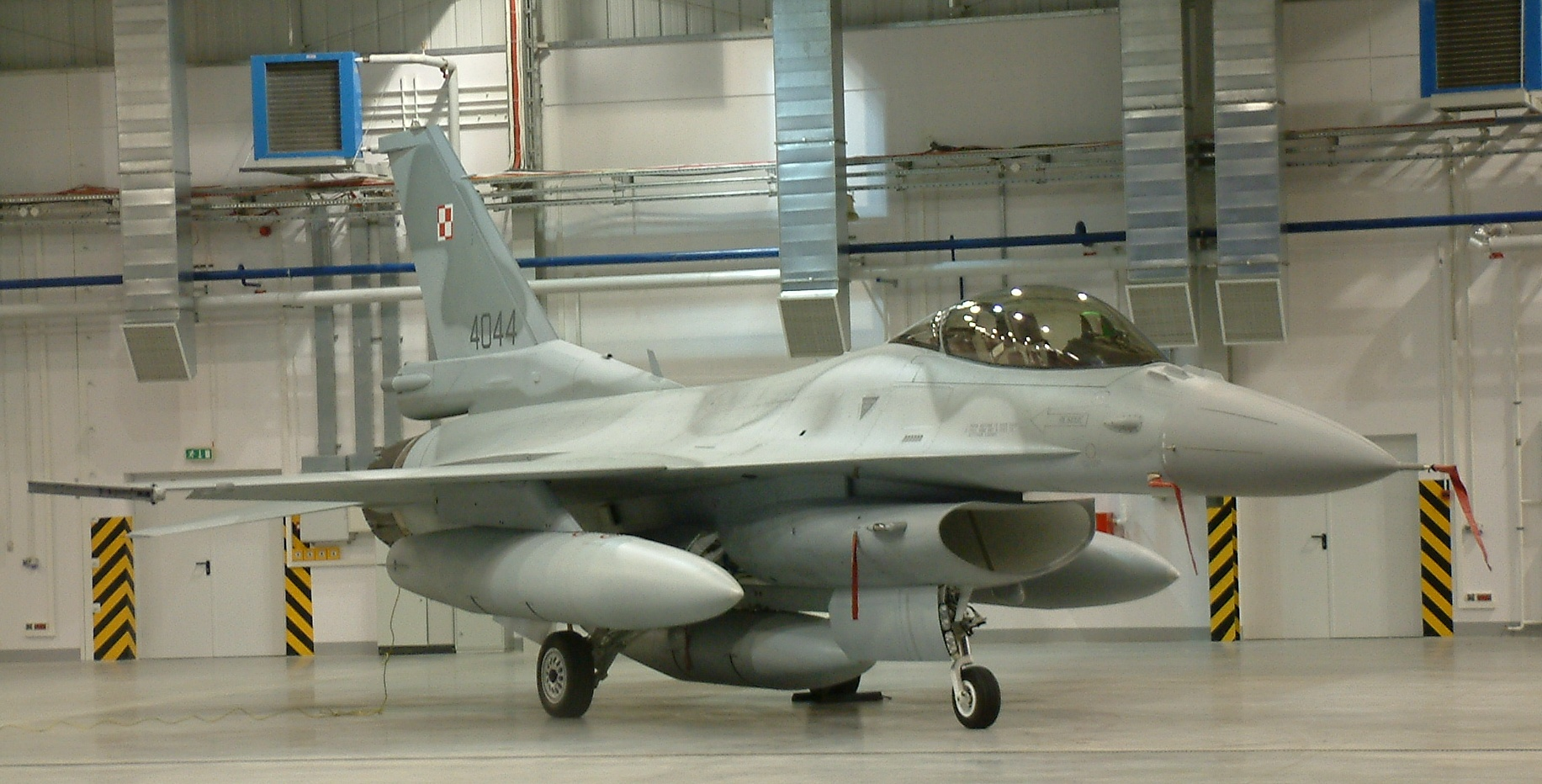
F-16C block 52
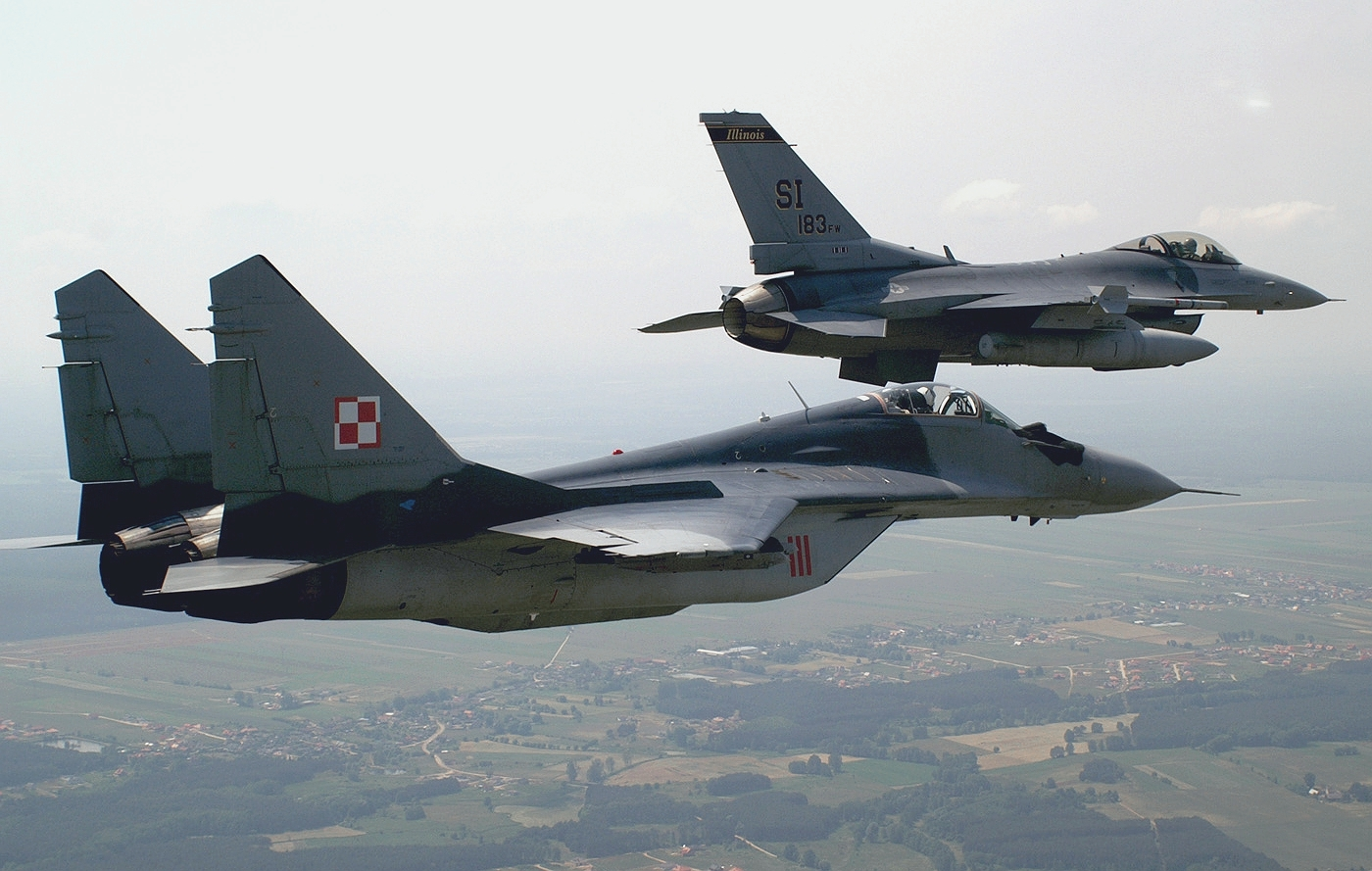
МіГ-29 ПС Польщі
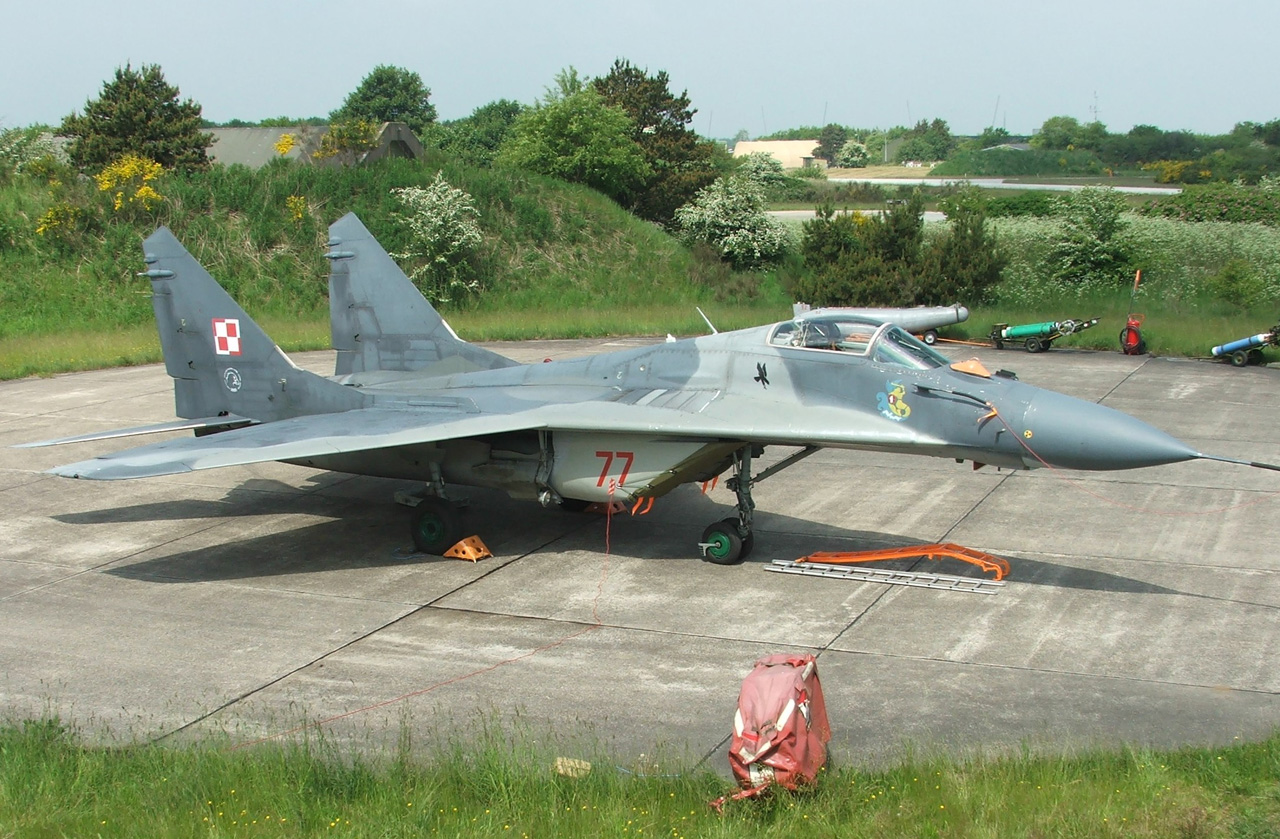
Польський МіГ-29 на базі ПС Скрідструп, Данія. 2006 рік
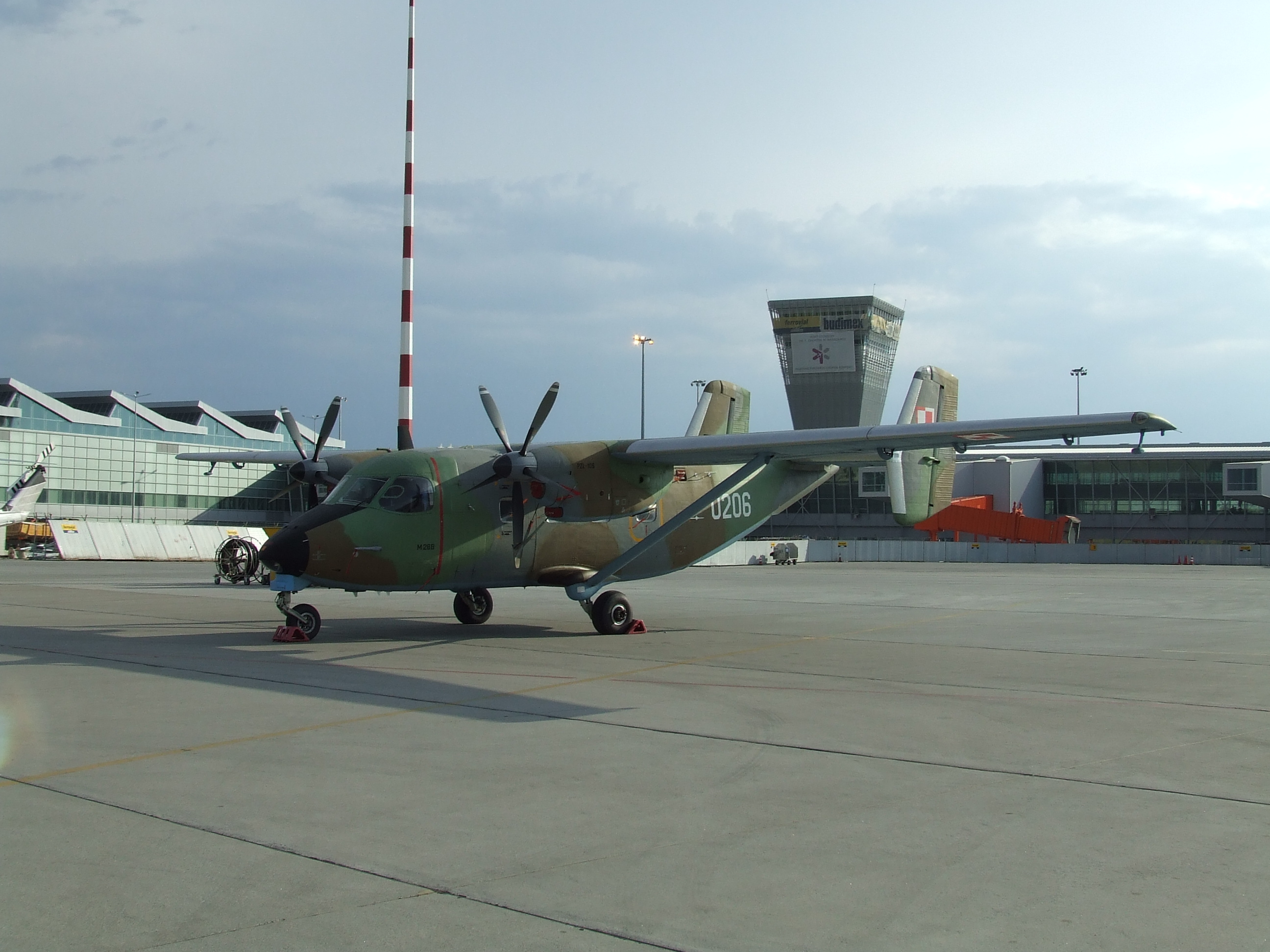
PZL M-28B Bryza TD
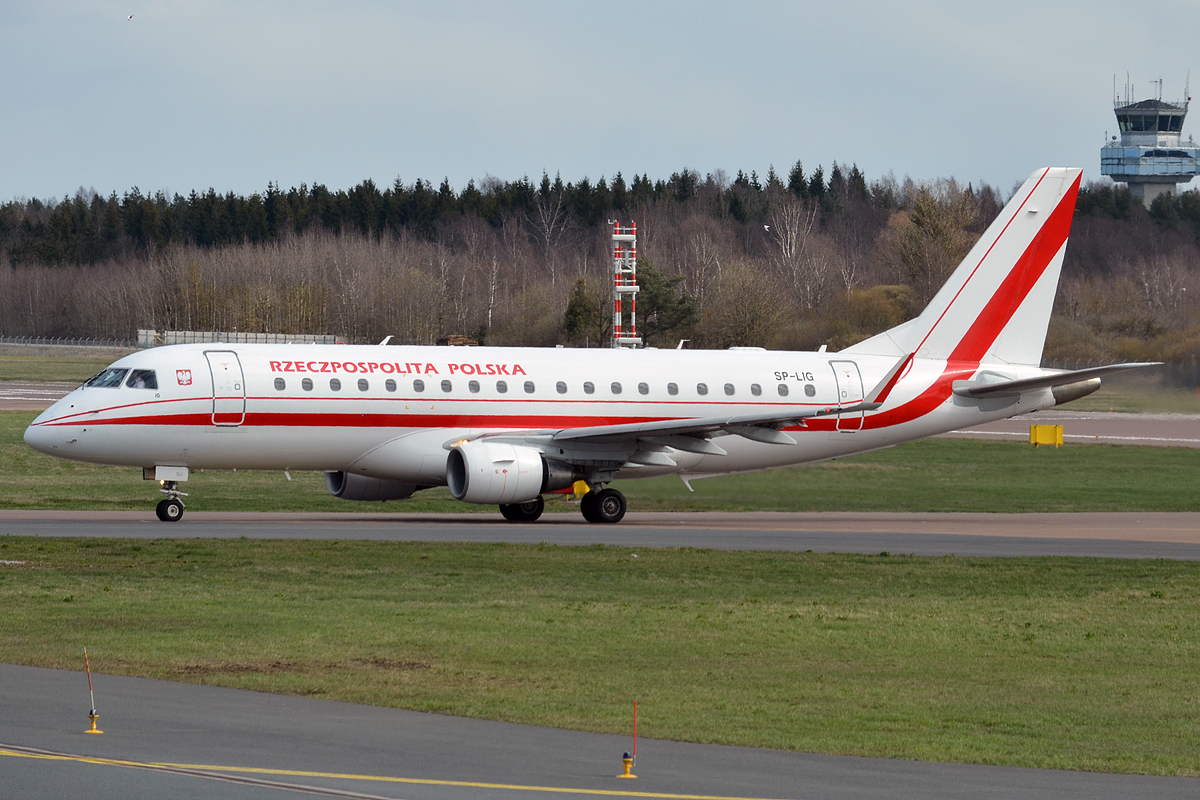
Embraer 175 VIP
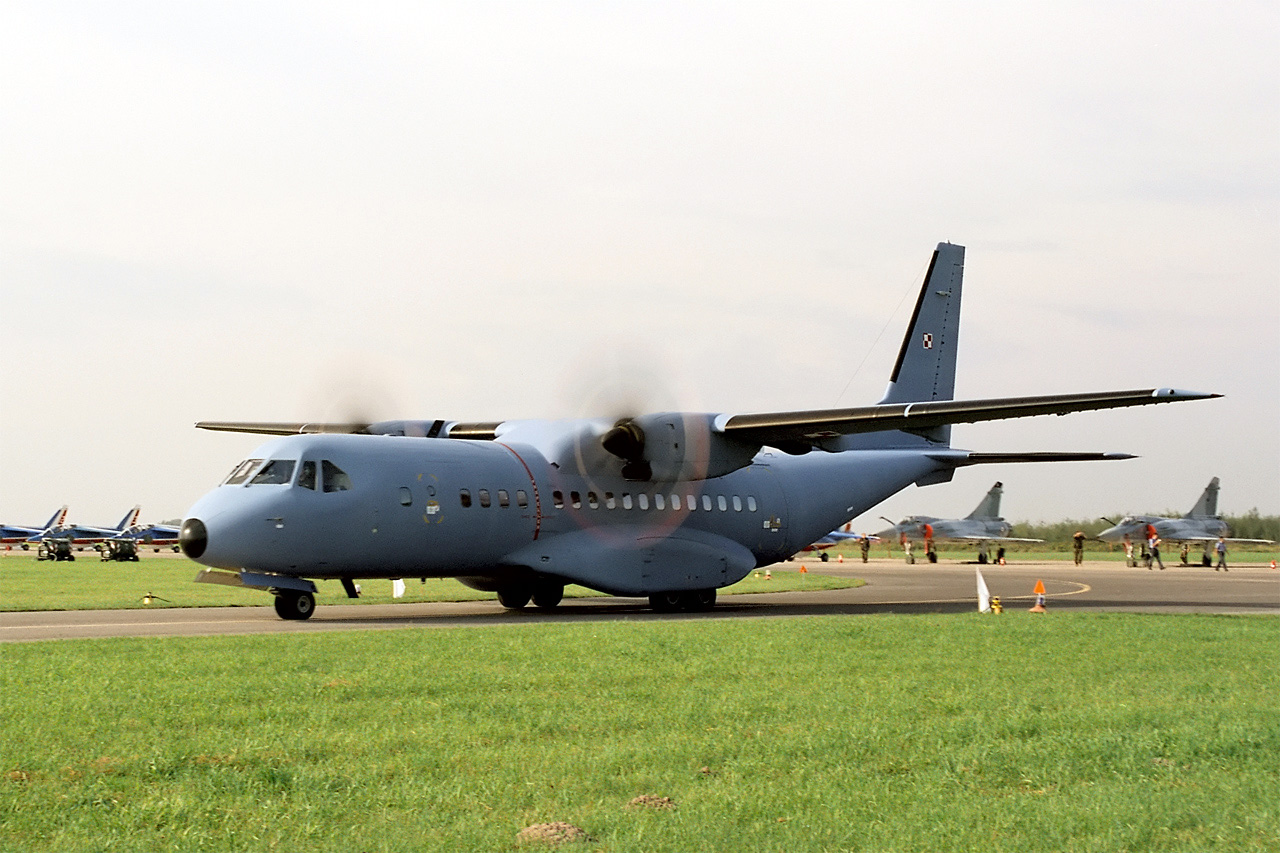
CASA C-295M
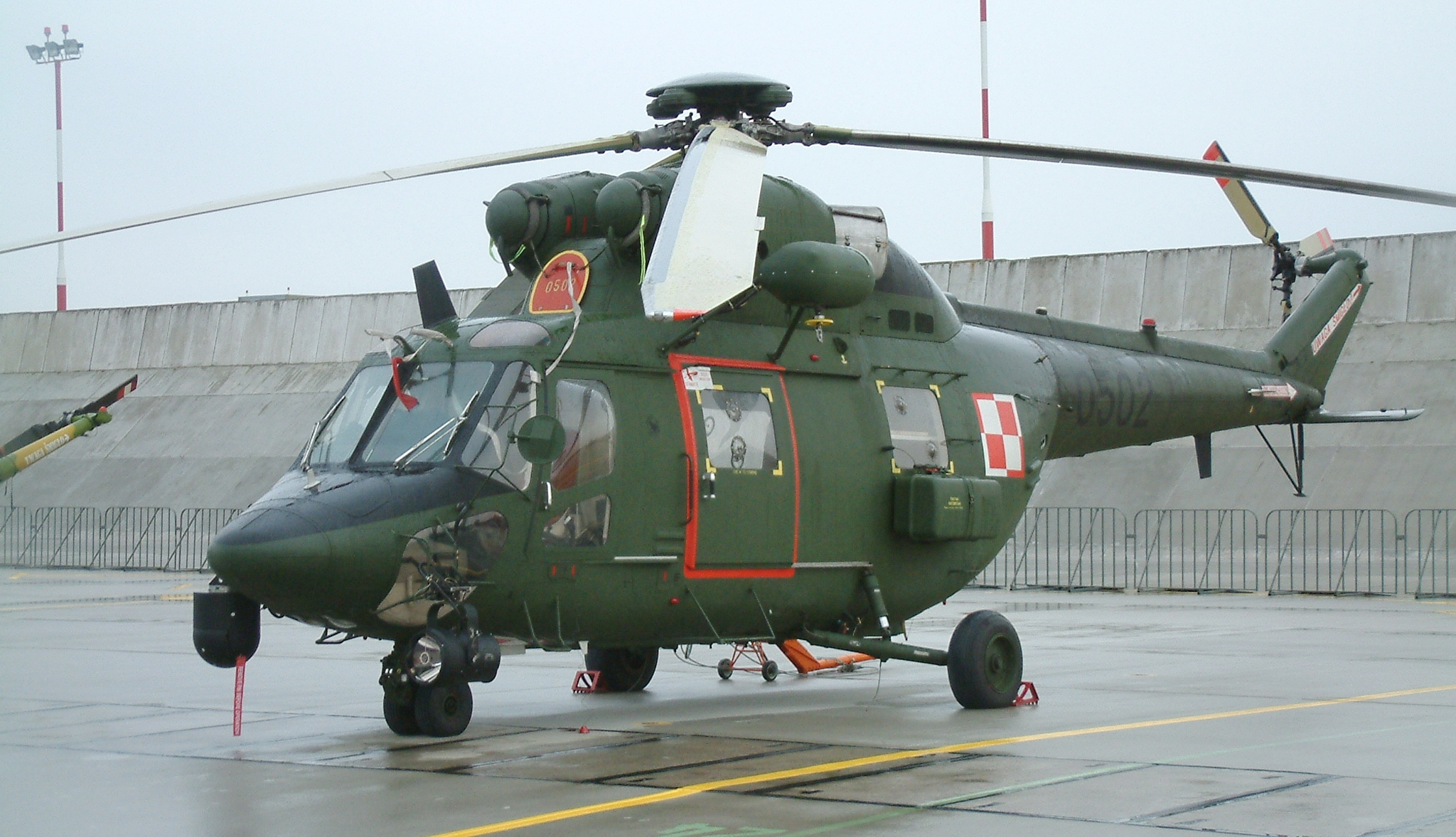
PZL W-3RL Sokół
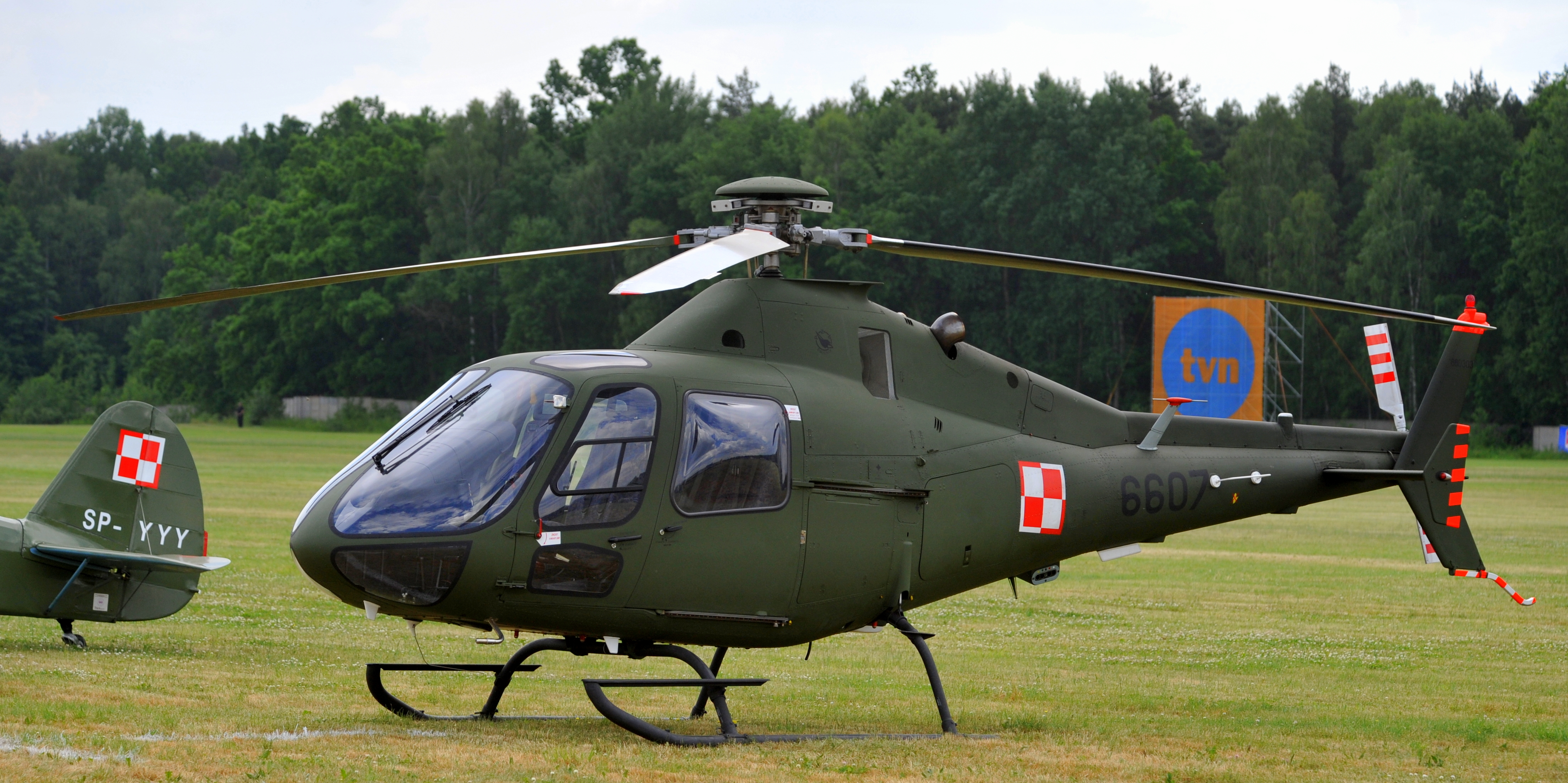
PZL SW-4 Puszczyk